# Martin von Karith
Martin von Karith (ur. 1448 w Kołobrzegu, zm. 26 listopada 1521 w Szczecinie) – duchowny rzymskokatolicki, biskup kamieński.

## Biografia
Urodził się w rodzinie skarbnika miejskiego w Kołobrzegu. Odbył studia na uniwersytetach w Rostocku i Gryfii. Później był wykładowcą uniwersyteckim oraz rektorem Uniwersytetu w Gryfii. W latach 1496–1498 odbył pielgrzymkę do Ziemi Świętej u boku księcia szczecińskiego Bogusława X. 
4 lipca 1498 został koadiutorem biskupa kamieńskiego Benedykta Wallensteina. Jeszcze w tym samym roku, po zrzeczeniu się biskupstwa przez bpa Wallensteina, został biskupem kamieńskim. Sakrę biskupią otrzymał 11 listopada 1498. Konsekrator pozostaje nieznany.
W 1500 w Szczecinie z jego inicjatywy odbył się synod. Wydał mszał dla diecezji kamieńskiej.